# 旗山斷層

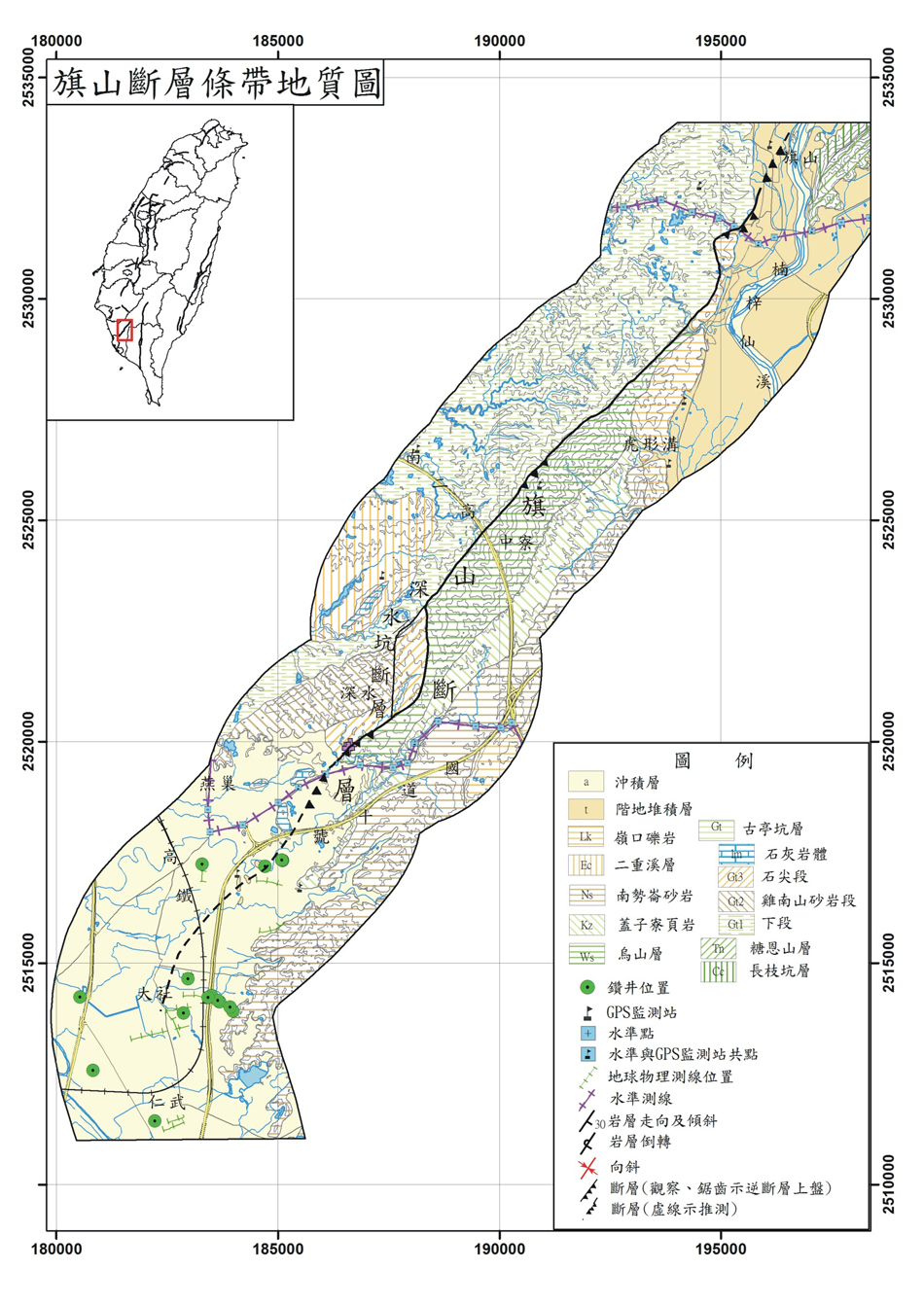
旗山斷層條帶地質圖

旗山斷層是位於高雄市的活動斷層，屬於逆斷層（兼具左移分量）。其主要斷層帶由斷層泥組成，是臺灣南部兩條主要的活動斷層之一，亦是目前高雄市唯一一類活動斷層。地質學家陳文山的研究中旗山斷層乃由北向南延伸，經田寮後於燕巢附近進入海岸平原，之間並無通過主要河流，僅東北端有楠梓仙溪穿過。在過大社後轉向南經澄清湖東側與大社丘陵之間凹谷，之後沿著鳳山丘陵西側進入海域，并於澄清湖西側前緣另存一分支斷層，而成澄清湖的丘陵地形。主要斷層敏感區分布於高雄市之旗山區、田寮區、燕巢區、大社區及仁武區。

## 概要
旗山斷層為臺灣西南部位置最東側，可能最先形成之逆衝斷層，於7,000多年之內曾經活動，截切全新世沖積層，為中央地質調查所列第一類活動斷層，由一個主斷層以及多個分支斷層組成的斷層變形帶。變形帶寬度約40~400公尺之間，主斷層的變形帶寬度為9~30公尺。目前斷層地體活動相當活躍，於小崗山斷層以東至旗山斷層之間，每年均有抬升，速度約6~32公厘/年。之前認為斷層向北連接內英斷層（大井上義近 1928年），但近來的調查顯示兩斷層的特性不同。而中寮隧道附近，旗山斷層與龍船斷層相當接近，兩斷層帶合併寬度約500公尺。

## 地質
旗山斷層上盤地層採於高雄區域，由老至年輕分別為烏山層、蓋子寮頁岩、南勢崙砂岩、大社層與嶺口礫岩、台地堆積層與沖積層。斷層下盤地層採自臺南區域之南側，由老至年輕分別為烏山層、古亭坑層。斷層上盤以中新世晚期的烏山層為主，斷層的下盤則以上新世至更新世的古亭坑層與崎頂層為主。
主要地層
- 烏山層
- 蓋子寮頁岩
- 南勢崙砂岩
- 古亭坑層
- 大社層
- 嶺口礫岩

## 影響

### 泥火山
分布在旗山斷層沿線共有南勢湖、千秋寮、烏山頂、深水泥四個泥火山區，其中泥火山之氣體噴發量，以旗山斷層走向轉折處之烏山頂附近噴發量最大。根據GPS位移數據的研究顯示，此區泥火山氣體噴量發，時間軸上的趨勢，與旗山斷層的水平位移關係不大，但與垂直位移相關較大。其中一個泥火山研究資料顯示，噴發量較高的時期正好都在農曆15號左右，此泥火山活躍度推測與地潮活動應有相關。

### 中山大學仁武新校區
中山大學廿四公頃的仁武新校區預定地，由中央地質調查所發出警告，依2014年底公告的「旗山活動斷層地質敏感區」範圍套疊圖，顯示旗山活動斷層敏感區從新校區穿心通過，導致整個計畫必須重新通盤檢討。

### 田寮3號高架橋及中寮隧道

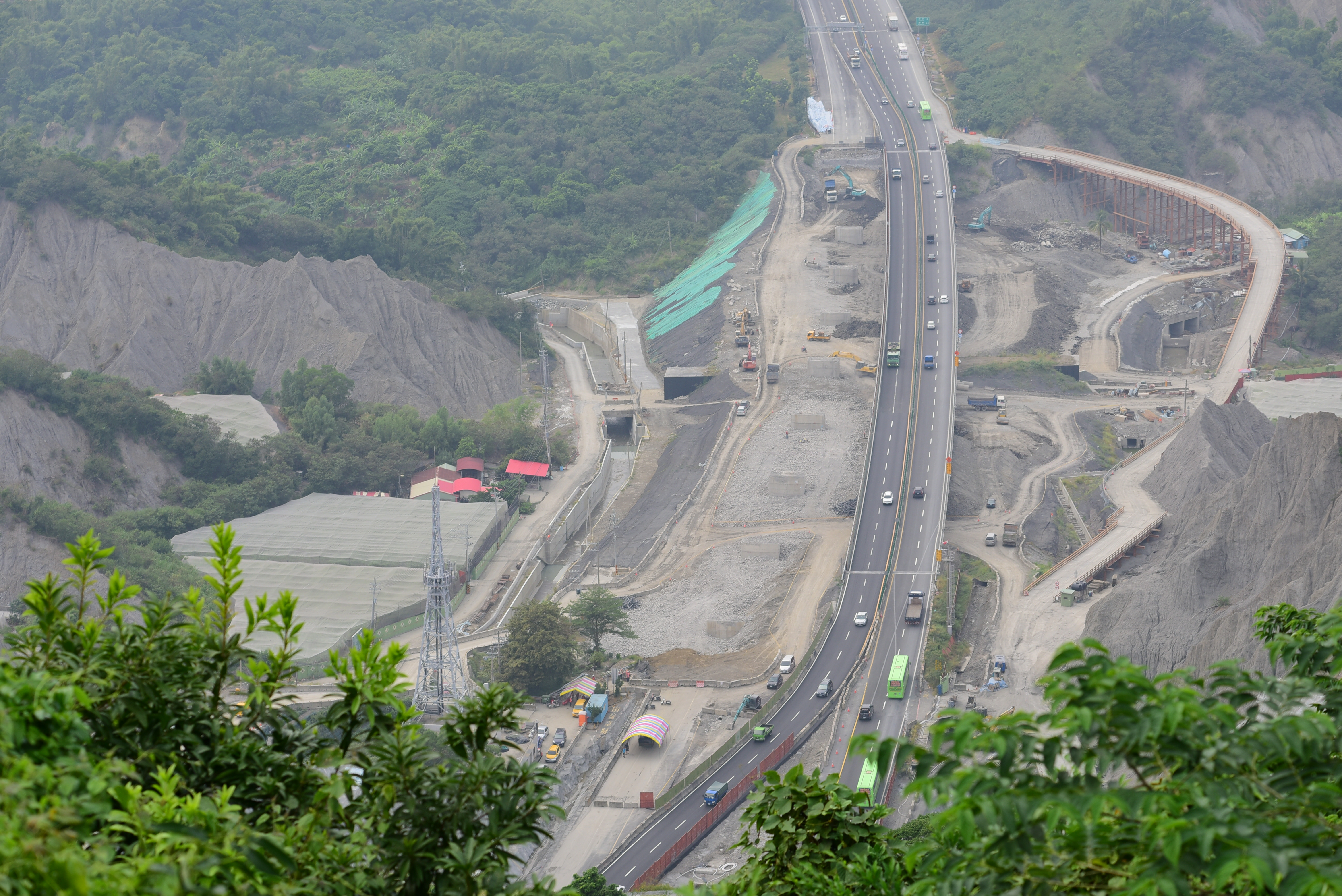
2018年國道3號高雄田寮三號高架橋填為路堤工程

福爾摩沙高速公路（國道三號）田寮3號高架橋及中寮隧道受到龍船斷層與旗山斷層區域構造活動的影響，跨越龍船斷層處，約有每年43mm之縮短量與4 mm之左移分量。跨越旗山斷層處，約有每年33mm之伸張量與10mm之右移分量，垂直速度有每年約80mm的速度量差異。自中寮隧道通車以來，北洞口每年抬升8公分，高架橋伸縮縫每年擠壓6公分，至今累積變形超過130公分。國道3號田寮3號高架橋及中寮隧道長期改善工程已於2017年3月15日開工，拆除高架橋改為軟性路堤，隧道頂拱與側壁拆除等作業。

## 外部連結
- 經濟部中央地質調查所《旗山斷層條帶地質圖》